# VK (sociaal netwerk)
VK of VKontakte (Russisch: Вконтакте, letterlijk "in contact") is een gratis sociaalnetwerksite voor online contact met andere gebruikers. Na Facebook is het de grootste sociaalnetwerksite in Europa. VK is beschikbaar in verschillende talen maar is vooral populair onder Russischtalige gebruikers. De website is voornamelijk populair in Rusland, Oekraïne, Azerbeidzjan, Kazachstan, Moldavië, Wit-Rusland en Israël.
Evenals bij andere sociaalnetwerksites kunnen gebruikers van VK berichten sturen naar contactpersonen en groepen. Ook is het mogelijk afbeeldingen, audiobestanden en videobestanden te delen, pagina's aan te maken, andere gebruikers te taggen en browsergames te spelen.
In mei 2014 waren er 256 miljoen gebruikersaccounts. VK was volgens Alexa in juni 2014 de op 19 na populairste website ter wereld en na Yandex de meest bezochte site in Rusland. Op de eBizMBA-lijst van populairste sociaalnetwerksites in de wereld stond VK op dat moment op de achtste plaats. In mei 2014 werd VK door 60 miljoen bezoekers per dag bezocht.

## Geschiedenis

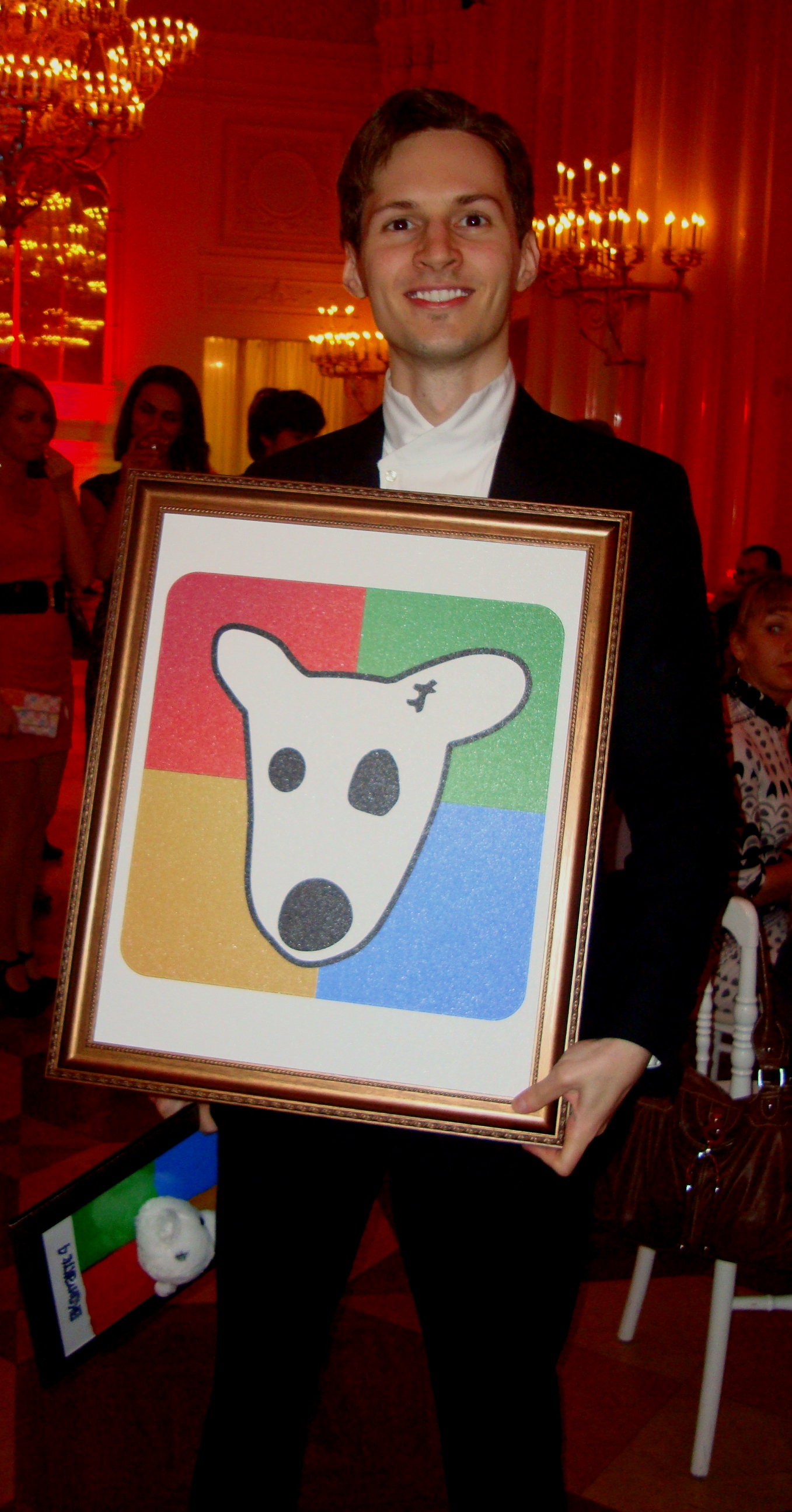
Pavel Doerov, de oprichter van VKontakte, op zijn 26ste verjaardag, 10 oktober 2010

### Ontstaan
In september 2006 gaf de oprichter, Pavel Doerov, het startschot voor de bètatestfase van VKontakte, nadat hij was afgestudeerd aan de Staatsuniversiteit van Sint-Petersburg. De daaropvolgende maand werd de domeinnaam vkontakte.ru geregistreerd.

### Organisatie en aandeelhouders
Op 1 oktober 2006 werd VKontakte opgericht als een Russische vennootschap met een beperkte aansprakelijkheid. Op dezelfde dag werd ook de domeinnaam geregistreerd.
Toen VKontakte werd opgericht, bezat Vjatsjeslav Mirilasjvili 60%, zijn grootvader Michail Mirilasjvili 10%, Lev Levjev 10% en Pavel Doerov 20% van de aandelen. In 2011 verkochten de oprichter en de familie Mirilasjvili respectievelijk 7% en 33% van hun aandelen aan Mail.ru. Hierdoor beschikten Doerov over een resterend aandeel van 12% en de familie Mirilasjvili over een resterend aandeel van 40%. In 2013 verkochten Lev Levjev en de familie Mirilasjvili hun aandelen van respectievelijk 8% en 40% voor 1,12 miljard dollar aan United Capital Partners. Daardoor werd United Capital Partners eigenaar voor een totaal van 48%. In januari 2014 verkocht Doerov zijn aandeel van 12% aan Alisjer Oesmanov, de bestuursvoorzitter van Megafon. Volgens de overeenkomst zouden Oesmanov en zijn bondgenoten, waaronder Mail.ru dat al 40% bezat, voor in totaal ongeveer 52% eigenaar worden. In april 2014 verklaarde Doerov dat hij zijn inbreng in het bedrijf had verkocht vanwege de toenemende druk van de Federale Veiligheidsdienst van de Russische Federatie om persoonlijke gegevens te overhandigen van gebruikers die lid zijn van een VKontaktegroep gewijd aan de protestbeweging Euromaidan.
In december 2021 kocht Gazprom indirect een groot belang in VK en kreeg hiermee zeggenschap over het grootste sociale media netwerk in Rusland, VKontakte. USM Holdings, een investeringsmaatschappij van Oesmanov, verkocht een aandelenbelang van 45% in MF Technologies, een holding met het meeste stemrecht in VK, aan Sogaz. Na de transactie heeft Sogaz, opgericht door Gazprom en met veel aandeelhouders die Poetin gunstig gezind zijn, iets meer dan 25% van het stemrecht in VK. Gazprombank heeft ook het aandelenbelang in MF Technologies verhoogd van 36% naar 45%. Beide transactie geven Gazprom indirect meer dan 50% van het stemrecht in VK.

### Aantal gebruikers
De registratie van gebruikers beperkte zich aanvankelijk tot de universitaire kringen. Registratie was slechts mogelijk op uitnodiging, maar toch groeide de website snel. In februari 2007 waren er al meer dan 100.000 geregistreerde gebruikers. Op dat moment werd VK het doelwit van een grote DDoS-aanval, waardoor de website enige tijd kwam plat te liggen. Het aantal gebruikers steeg tot 1 miljoen in juli 2007 en 10 miljoen in april 2008. In december 2008 streefde VK Odnoklassniki voorbij als Ruslands populairste sociaalnetwerksite.
Op VK waren er in mei 2014 256 miljoen geregistreerde gebruikers, met een gemiddelde van 60 miljoen dagelijkse gebruikers en 2,5 miljard dagelijkse paginaweergaven.

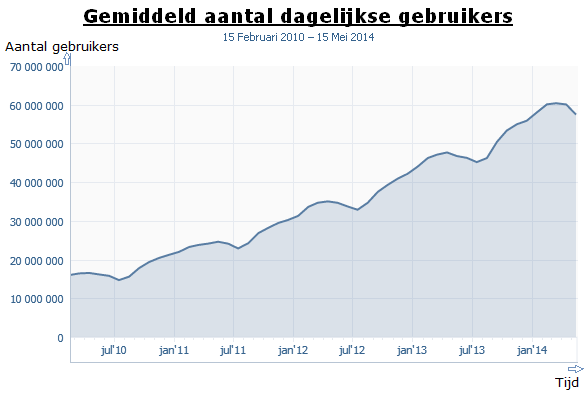
Deze grafiek geeft de ontwikkeling weer van het gemiddeld aantal dagelijkse gebruikers (15 februari 2010 - 15 mei 2014).

| Datum          | Aantal actieve gebruikers |
| -------------- | ------------------------- |
| februari 2007  | 100 duizend               |
| juli 2007      | 1 miljoen                 |
| april 2008     | 10 miljoen                |
| februari 2010  | 16 miljoen                |
| november 2010  | 20 miljoen                |
| augustus 2011  | 25 miljoen                |
| december 2011  | 30 miljoen                |
| april 2012     | 35 miljoen                |
| oktober 2012   | 40 miljoen                |
| september 2013 | 50 miljoen                |
| januari 2014   | 60 miljoen                |

## Beschikbare talen

### Officiële talen
- Engels
- Russisch
- Oekraïens

### Onofficiële talen
| - Spaans - Portugees - Duits - Frans - Italiaans - Azerbeidzjaans - Chinees - Mongools - Pools - Hongaars - Deens - Zweeds - Noors - Slowaaks - Sloveens | - Kroatisch - Servisch - Bosnisch - Bulgaars - Fins - Ests - Litouws - Albanees - Roemeens - Tsjechisch - Koreaans - Japans - Arabisch - Perzisch - Hindi | - Nepalees - Nederlands - Bengaals - Indonesisch - Taiwanees - Vietnamees - Hebreeuws - Moldavisch - Wit-Russisch - Turks - Georgisch - Armeens - Oedmoerts - Esperanto |

## Bescherming van persoonsgegevens
In december 2013 verzochten de Russische autoriteiten om overhandiging van persoonlijke informatie van Oekraïense Maidan-demonstranten. Toch werden deze gegevens nooit doorgegeven. Het openbaren van deze informatie gaat in tegen de idealen die Pavel Doerov hoog in het vaandel draagt. Doerov hecht naar eigen zeggen veel waarde aan de bescherming van de privacygevoelige informatie die miljoenen Oekraïners hem hebben toevertrouwd.

## In de media
De oprichter, Pavel Doerov, kwam in het nieuws toen hij besloot zijn aandeel van 12% te verkopen aan Ivan Tavrin, de bestuursvoorzitter van Megafon. Analisten schatten de waarde van de verkochte aandelen op 350 tot 400 miljoen dollar. Deze verkoop betekende ook het vertrek van de oprichter.